# Médiation conjugale
La médiation conjugale se distingue de la médiation familiale par le contexte. Elle concerne les relations entre conjoints (mariés ou non) sans enfants. On tend à nommer médiation familiale celle qui est conduite dans les situations avec couples ayant des enfants, même si dans les faits, les enfants ne sont pas reçus par le médiateur.

## Situations
La médiation conjugale intéresse les conjoints, avec ou sans enfants, dans les situations de séparation ou de recherche de rétablissement d'une communication dégradée ou rompue.
Toutefois, d'une manière précise, on appelle médiation conjugale le processus de médiation qui implique des personnes sans enfant. Dès lors qu'il s'agit d'une médiation où des enfants peuvent être concernés par la décision que prendront leurs parents, il s'agit d'une médiation familiale.
Dans les situations où les conjoints en arrivent à décider la séparation, le médiateur accompagne principalement une négociation sur des enjeux de type matériel.
Sur le plan juridique, s'il s'agit d'une médiation en cours de procédure judiciaire, les mêmes textes relatifs à la médiation civile, c'est-à-dire familiale, s'appliquent.